# Гнев (фильм, 2016)
«Гнев» (яп. 怒り икари, англ. Rage) — кинофильм режиссёра Ли Сан-иль, вышедший на экраны в 2016 году. Экранизация одноимённого романа Сюити Ёсиды.

## Сюжет
Полиция уже полгода безуспешно разыскивает человека, жестоко убившего в Токио семейную пару. Информация о деле и фоторобот преступника постоянно транслируются по телевидению. Тем временем в разных частях страны в жизнь людей входят загадочные незнакомцы: в Токио Юма Фудзита заводит роман с Наото, который не имеет работы и которому некуда отправиться; в Тибе озабоченность отца вызывают отношения дочери Айко с его коллегой по работе Тэцуей, который не хочет рассказывать о своём прошлом; на Окинаве подростки встречают на отдалённом островке уединённо живущего там человека по имени Танака. Во всех случаях перед людьми встаёт вопрос: можно ли доверять чужакам?..

## В ролях
- Кэн Ватанабэ — Ёхэй Маки
- Мираи Морияма — Синго Танака
- Аои Миядзаки — Айко Маки, дочь Ёхэя
- Сатоси Цумабуки — Юма Фудзита
- Гё Аяно — Наото Ониси, любовник Юмы
- Судзу Хиросэ — Идзуми Комия
- Кэнъити Мацуяма — Тэцуя Тасёро, парень Айко
- Хидэко Хара — Такако Фудзита, мать Юмы
- Тидзуру Икэваки — Асука
- Мицуки Такахата — Каору
- Такахиро Миура — Сёсукэ Китами
- Пьер Таки — Кунихиса Нандзё
- Такара Сакумото — Тацуя Тинэн

## Награды и номинации
- 2016 — участие в конкурсной программе кинофестиваля в Сан-Себастьяне.
- 2016 — номинация на премию «Кинэма Дзюмпо» за лучший фильм.
- 2017 — участие в конкурсной программе Эдинбургского кинофестиваля.
- 2017 — 4 номинации на Азиатскую кинопремию: лучший актёр второго плана (Гё Аяно), лучший актёр-дебютант (Такара Сакумото), лучший композитор (Рюити Сакамото), лучший монтаж (Цуёси Имаи).
- 2017 — две премии Японской киноакадемии за лучшую мужскую роль второго плана (Сатоси Цумабуки) и за лучший актёрский дебют (Такара Сакумото), а также 11 номинаций: лучший фильм, лучший режиссёр (Ли Сан-иль), лучший сценарий (Ли Сан-иль), лучшая актриса (Аои Миядзаки), лучший актёр второго плана (Мираи Морияма), лучшая актриса второго плана (Сюдзю Хиросэ), лучшая операторская работа (Норимити Касамацу), лучшая работа художника-постановщика (Юдзи Цудзуки, Фумико Сакахара), лучший монтаж (Цуёси Имаи), лучший звук (Мицугу Сиратори), лучшее освещение (Юуки Накамура).
- 2017 — 4 номинации на премию «Майнити»: лучший фильм, лучший режиссёр (Ли Сан-иль), лучший актёр второго плана (Сатоси Цумабуки), лучшая актриса второго плана (Аои Миядзаки).